# 야부시타 슈

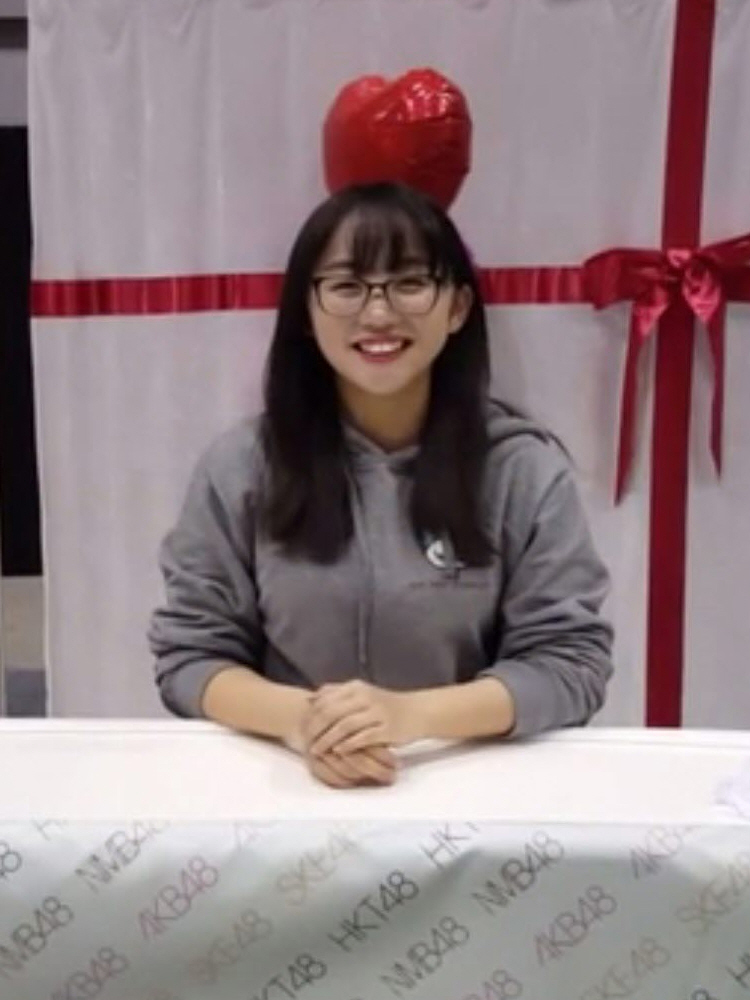

야부시타 슈(일본어: 薮下 柊, 1998년 12월 8일 ~ )는 일본 여성 아이돌 그룹 전 NMB48 팀N의 멤버이다. 동생은 야부시타 후(STU48 멤버)이다.

## 개요
- 전 NMB48 팀N 멤버 Showtitle 소속.

## 내력
2013년
- 5월부터 6월에 걸쳐 실시된 《AKB48 32nd 싱글 선발 총선거》에서는 49위로, 퓨처 걸즈에 선출되었다.

2014년
- 5월부터 6월에 걸쳐 실시된 《AKB48 37th 싱글 선발 총선거》에서는 59위로, 퓨처 걸즈에 선출되었다[1].

2015년
- 5월부터 6월에 걸쳐 실시된 《AKB48 41st 싱글 선발 총선거》에서는 60위로, 퓨처 걸즈에 선출되었다[2].

2016년
- 5월부터 6월에 걸쳐 실시된 《AKB48 45th 싱글 선발 총선거》에서는 39위로, 넥스트 걸즈에 선출되었다[3].
- 12월 9일, NMB48 극장에서 열린 팀BII 공연에서 졸업과 학업을 전념하기 위해 연예계 은퇴를 발표하였다.

2017년
- 4월 19일, NMB48 극장에서 열린 졸업 공연으로 인해 NMB48 졸업.